# Georg Heinrich von Görtz

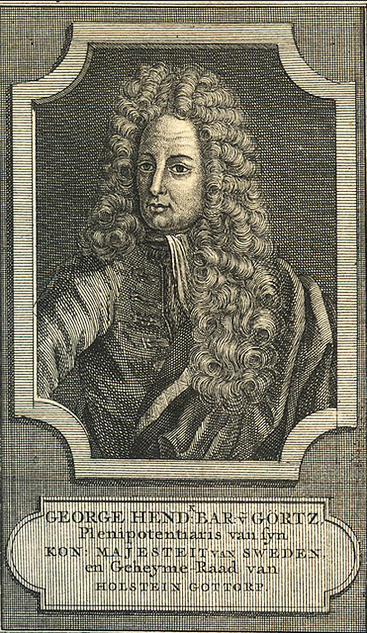

Georg Heinrich von Görtz (1668-1719) was diplomaat en raadsman van koning Karel XII van Zweden. Hij was een telg uit de adellijke familie Grafen von Schlitz genannt von Görtz.

## Levensloop
Na zijn studies rechten aan de universiteit van Jena trad hij in dienst als kamerheer van hertog Frederik IV van Sleeswijk-Holstein-Gottorp, de schoonbroer van Karel XII van Zweden. Frederik IV sneuvelde in 1702 en Görtz werd de vertrouweling van de weduwe Hedwig Sophia van Zweden, regentes voor haar tweejarige zoon Karel Frederik van Sleeswijk-Holstein-Gottorp. In 1708 stierf Hedwig Sophia, de zwakke Christiaan August van Sleeswijk-Holstein-Gottorp werd hertog en Görtz schoof eerste minister Magnus von Wedderkop opzij.
Intussen was koning Karel XII van Zweden, na de Slag bij Poltava in 1709 gevlucht naar het Ottomaanse Rijk en had Denemarken in 1713, tijdens de Grote Noordse Oorlog, het Hertogdom Sleeswijk bezet.
Toen Karel XII in 1714 uit ballingschap terugkeerde ontving Görtz hem met open armen, werd zo zijn raadsman en bezette de belangrijkste posten van het land. Zijn grootste probleem was geld. Hij devalueerde de munt en ging op zoek naar steun in het buitenland. Hij benaderde de Jakobieten, tegenstanders van koning George I van Groot-Brittannië en vooral keurvorst van Hannover en bezocht tsaar Peter I de Grote tijdens zijn bezoek aan Nederland in het Paleis Het Loo, om zijn positie in de Grote Noordse Oorlog te herzien, dit leidde tot het Ålandcongres in 1718.
Karel XII had zijn oorlog met Denemarken hervat en werd tijdens het beleg van Fredriksten in 1718 in het hoofd getroffen. De intussen gehate Georg Heinrich von Görtz werd op 19 februari 1719 zonder proces onthoofd.